# Gueltet Sidi Saâd (distrito)
Gueltet Sidi Saâd é um distrito localizado na província de Laghouat, Argélia, e cuja capital é a cidade de mesmo nome. A população total do distrito era de 38 171 habitantes, em 2008.[carece de fontes?]

## Comunas
O distrito é composto por quatro comunas:
- Gueltet Sidi Saâd
- Ain Sidi Ali
- Hadj Mechri
- Beidha